# Giuseppe D'Agostino
Giuseppe D'Agostino (Laureana di Borrello, 1967) è un mafioso italiano, è stato uno dei 30 latitanti più cercati d'Italia, capo dell'omonima cosca calabrese della 'Ndrangheta di Laureana di Borrello.

## Biografia
La sua storia criminale iniziò negli anni ottanta quando la faida di Laureana di Borrello vedeva contrapposte le cosche Albanese-Cutellè e Chindamo-Lamari-D'Agostino. Quella di D'Agostino, appoggiata dal clan Bellocco di Rosarno, prevalse e iniziò ad avere un ruolo importante nel traffico internazionale di stupefacenti oltre che il controllo del territorio.
Per la faida, a D'Agostino sono stati imputati ben 10 omicidi, compresa un'uccisione perpetrata su commissione della cosca Bellocco.
Fu arrestato a Rosarno dai carabinieri del Raggruppamento operativo speciale e dei Cacciatori di Calabria il 23 marzo 2006, dopo quasi 10 anni di latitanza, mentre prendeva parte a una riunione con 4 affiliati.
Considerata una delle 30 persone più pericolose in ambito nazionale, oltre ad una condanna già definitiva per omicidio, aveva in corso procedimenti per traffico di sostanze stupefacenti e altri omicidi.